# Giuseppe Donatiello
Giuseppe Donatiello (Oria, 1967) è un astronomo amatoriale (astrofilo) italiano, di professione conduttore radiofonico, noto presso il pubblico come Jossie.
È conosciuto per i contributi in astrofotografia e come autore di notizie e articoli di divulgazione, nonché accreditato della scoperta di undici galassie nane e alcune candidate nebulose planetarie. Partecipa a progetti Pro-Am (Professional - Amateur collaborations) nello studio dei flussi stellari (stellar stream) e astrofotografia ultra-profonda di campi stellari.

## Scoperte
- Nel settembre 2016 ha scoperto una galassia nana sferoidale a circa 1° dalla stella Mirach, possibile satellite di NGC 404, che è stata chiamata Donatiello I[9] (in sigla, Do I)[10][11].
- Nell'aprile 2021 è stata annunciata la scoperta di una galassia nana nel sistema della Galassia di Andromeda (M31), un pressoché certo satellite della Galassia del Triangolo (M33)[12], trovata nel corso di una specifica ricerca di satelliti in dati pubblici professionali[13]. La nuova galassia del Gruppo Locale è stata studiata da un team internazionale e nominata Pisces VII/Triangulum III (in sigla, Psc VII/Tri III)[14]. Pisces VII è la prima galassia del Gruppo Locale ad essere stata scoperta da un non professionista[15].
- Nel giugno 2021 è stata annunciata la scoperta di tre nuove galassie satelliti della Galassia dello Scultore (NGC 253), la seconda grande galassia più vicina alla Via Lattea e membro principale del Gruppo dello Scultore, denominate Donatiello II (in sigla, Do II), Donatiello III (Do III) e Donatiello IV (Do IV)[16].
- Nell'aprile 2022 ha scoperto la Galassia nana ultra-debole Pegasus V/Andromeda XXXIV[17][18], satellite della Galassia di Andromeda (M31). Osservazioni effettuate in follow-up con il telescopio Gemini North hanno evidenziato possedere una scarsa metallicità, da cui la conclusione che Pegasus V sia una galassia molto antica[19].
- Nel maggio 2024 è stata annunciata la scoperta di cinque altre candidate galassie satellite di NGC 253. Mantenendo la nomenclatura, sono state denominate Donatiello V (Do V), Donatiello VI (Do VI), Donatiello VII (Do VII), Donatiello VIII (Do VIII) e Donatiello IX (Do IX)[20],

Per i risultati ottenuti nel profondo cielo, gli è stato assegnato il Premio "Guido Ruggieri" 2022 dell'Unione Astrofili Italiani - UAI.